# Football League War Cup
Der Football League War Cup war ein englischer Fußball-Bewerb, der während des Zweiten Weltkriegs von 1939 bis 1945 ausgetragen wurde.
Der erste Sieger war West Ham United. In den nächsten Jahren wurde der Bewerb in Nord und Süd aufgesplittet und die Gewinner der jeweiligen War-Cups spielte in einem Play-off gegeneinander.

## Die Finalisten
| Saison  | Wettbewerb             | Begegnung                               | Ergebnis |
| ------- | ---------------------- | --------------------------------------- | -------- |
| 1939/40 | War Cup                | West Ham United – Blackburn Rovers      | 1:0      |
| 1940/41 | War Cup                | Preston North End – FC Arsenal          | 1:1      |
| 1940/41 | Wiederholungsspiel     | Preston North End – FC Arsenal          | 2:1      |
| 1941/42 | War Cup                | Wolverhampton Wanderers – FC Sunderland | 2:2      |
| 1941/42 | Wiederholungsspiel     | Wolverhampton Wanderers – FC Sunderland | 4:1      |
| 1942/43 | War Cup Nord           | FC Blackpool – Sheffield Wednesday      | 2:2      |
| 1942/43 | Wiederholungsspiel     | FC Blackpool – Sheffield Wednesday      | 2:1      |
| 1942/43 | War Cup Süd            | FC Arsenal – Charlton Athletic          | 7:1      |
| 1942/43 | Play-off               | FC Blackpool – FC Arsenal               | 4:2      |
| 1943/44 | War Cup Nord Hinspiel  | FC Blackpool – Aston Villa              | 2:1      |
| 1943/44 | War Cup Nord Rückspiel | Aston Villa – FC Blackpool              | 4:2      |
| 1943/44 | War Cup Süd            | Charlton Athletic – FC Chelsea          | 3:1      |
| 1943/44 | Play-off               | Aston Villa – Charlton Athletic         | 1:1*     |
| 1944/45 | War Cup Nord Hinspiel  | Bolton Wanderers – Manchester United    | 1:0      |
| 1944/45 | War Cup Nord Rückspiel | Manchester United – Bolton Wanderers    | 2:2      |
| 1944/45 | War Cup Süd            | FC Chelsea – FC Millwall                | 2:0      |
| 1944/45 | Play-off               | Bolton Wanderers – FC Chelsea           | 2:1      |